# ФК ИМТ
„ИМТ“ (на сръбски: Фудбалски клуб ИМТ) е сръбски футболен клуб от град Белград, участващ в Сръбска суперлига. Домакинските си мачове играе на ИМТ, с капацитет 1 150 зрители.. 

## История
Клубът е основан през 1953 година в община Нови Белград, като работнически клуб на югославския икономически гигант за производство на трактори и селскостопански машини ИМТ. 
Прави дебюта си в Суперлигата на Сърбия през настоящия сезон 2023/24.

## Успехи
- Сръбска суперлига (2 ниво)
  - 11-то място (1): 2023/24
- Купа на Сърбия:
  - 1/4 финалист (1) 2020/21
- Първа лига (2 ниво)
  -  Шампион (1): 2022/23
- Сръбска лига, зона Белград (3 ниво)
  -  Шампион (1): 2019/20
- Белградска зонална лига (4 ниво)
  -  Шампион (1): 2013/14